# حریم (فیلم)
حریم نام فیلمی ایرانی در ژانر وحشت به کارگردانی رضا خطیبی است، که در سال ۱۳۸۸ اکران عمومی شد.

## داستان فیلم
کشتار عجیبی در یکی از جنگل‌های شمال ایران به وقوع پیوسته‌است. یک افسر پلیس (با بازی حمید فرخ‌نژاد به همراه مأمور پلیس محلی (با بازی عنایت شفیعی) به منطقه فوق اعزام می‌شوند تا از راز قتل توریست‌های انگلیسی پرده بردارند اما …

## بازیگران
- حمید فرخ‌نژاد
- شیرین بینا
- چکامه چمن ماه
- محمد حاج‌حسینی